# Маљково
Маљково је насељено место у саставу општине Хрваце, Сплитско-далматинска жупанија, Република Хрватска.

## Географија
Насеље се налази у близини Перућког језера.

## Историја
До територијалне реорганизације у Хрватској налазило се у саставу старе општине Сињ. Током рата у Хрватској било је у саставу Републике Српске Крајине.

## Становништво
На попису становништва 2011. године, Маљково је имало 76 становника.
| Број становника по пописима | Број становника по пописима | Број становника по пописима | Број становника по пописима | Број становника по пописима | Број становника по пописима | Број становника по пописима | Број становника по пописима | Број становника по пописима | Број становника по пописима | Број становника по пописима | Број становника по пописима | Број становника по пописима | Број становника по пописима | Број становника по пописима | Број становника по пописима |
| --------------------------- | --------------------------- | --------------------------- | --------------------------- | --------------------------- | --------------------------- | --------------------------- | --------------------------- | --------------------------- | --------------------------- | --------------------------- | --------------------------- | --------------------------- | --------------------------- | --------------------------- | --------------------------- |
| 1857                        | 1869                        | 1880                        | 1890                        | 1900                        | 1910                        | 1921                        | 1931                        | 1948                        | 1953                        | 1961                        | 1971                        | 1981                        | 1991                        | 2001                        | 2011                        |
| 201                         | 0                           | 270                         | 317                         | 298                         | 323                         | 351                         | 375                         | 483                         | 341                         | 191                         | 221                         | 199                         | 153                         | 82                          | 76                          |

Напомена: У 1869. подаци су садржани у насељу Потравље. Од 1948. исказује се као насеље.

### Попис 1991.
На попису становништва 1991. године, насељено место Маљково је имало 153 становника, следећег националног састава:
| Попис 1991.‍ | Попис 1991.‍ | Попис 1991.‍ | Попис 1991.‍ | Попис 1991.‍ |
| ----------- | ----------- | ----------- | ----------- | ----------- |
|             |             |             |             |             |
| Хрвати      | Хрвати      |             | 145         | 94,77%      |
| Срби        | Срби        |             | 3           | 1,96%       |
| непознато   | непознато   |             | 5           | 3,26%       |
| укупно: 153 |             |             |             |             |